# Basilica dei Santi Martiri
La basilica dei Santi Martiri, nota anche come basilica dei Santi Martiri Anauniesi, basilica di Sanzeno o chiesa dei Santi Sisinio, Martirio e Alessandro, è un luogo di culto cattolico situato a Sanzeno, in provincia e arcidiocesi di Trento. È una delle più antiche chiese della Val di Non, costruita per volere del principe vescovo Giovanni Hinderbach a partire dal 1480, su un edificio precedente risalente al XIII secolo. La basilica conserva due reliquiari contenenti le ceneri ed alcuni resti del rogo dei santi martiri Sisinnio, Martirio e Alessandro.
Nel novembre del 1973 papa Paolo VI l'ha elevata alla dignità di basilica minore.

## Storia

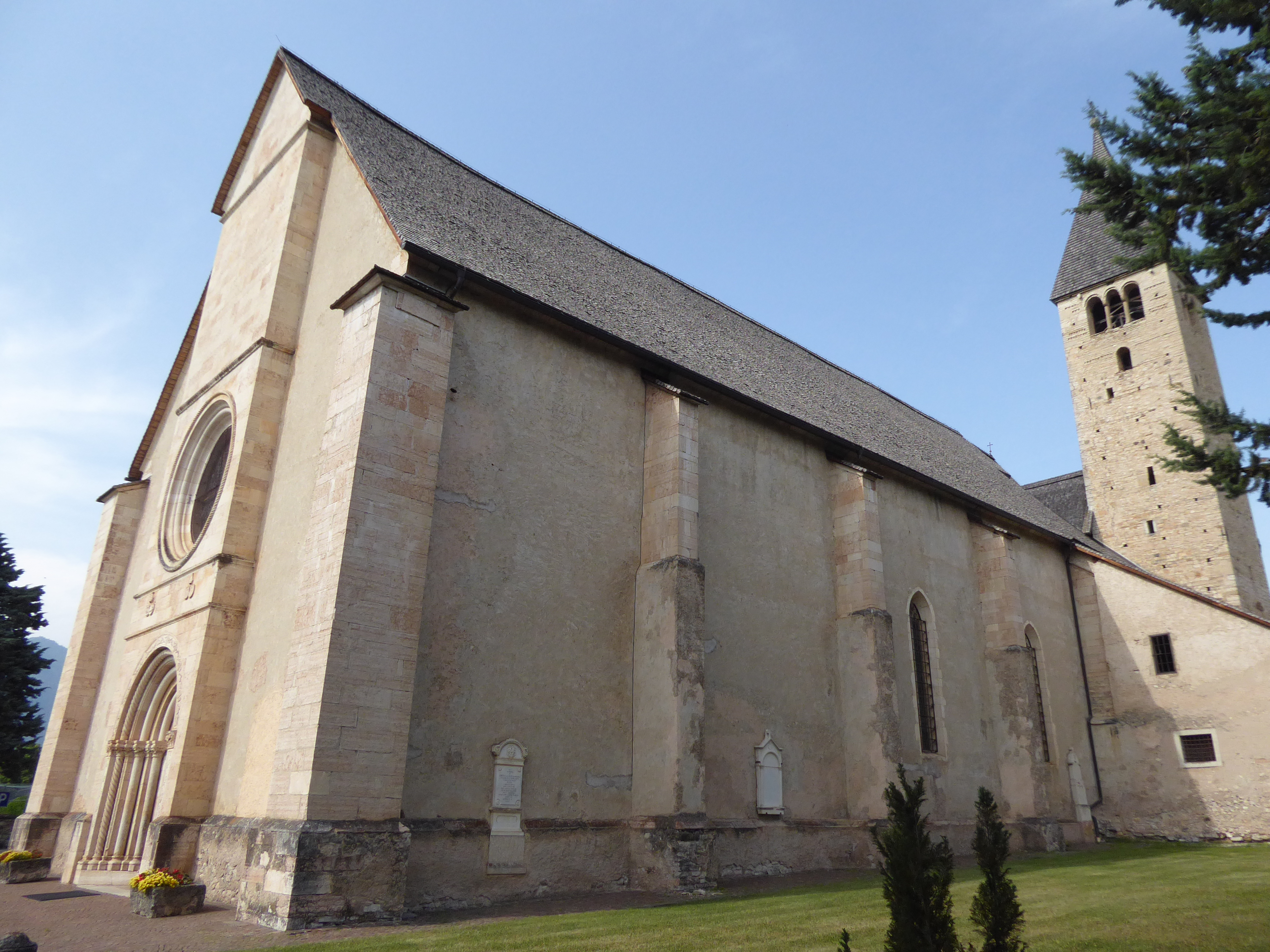
Vista laterale

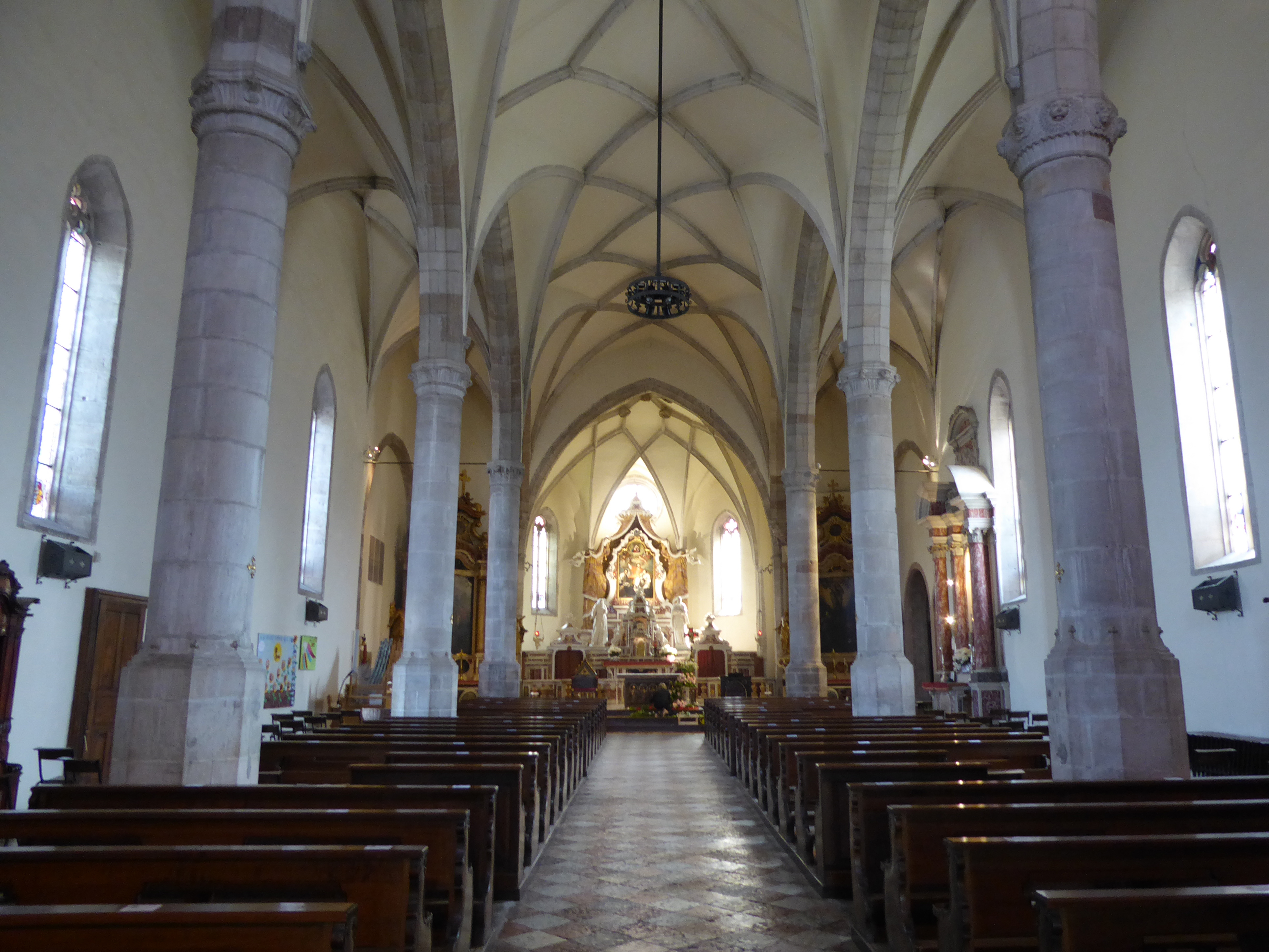
Interno

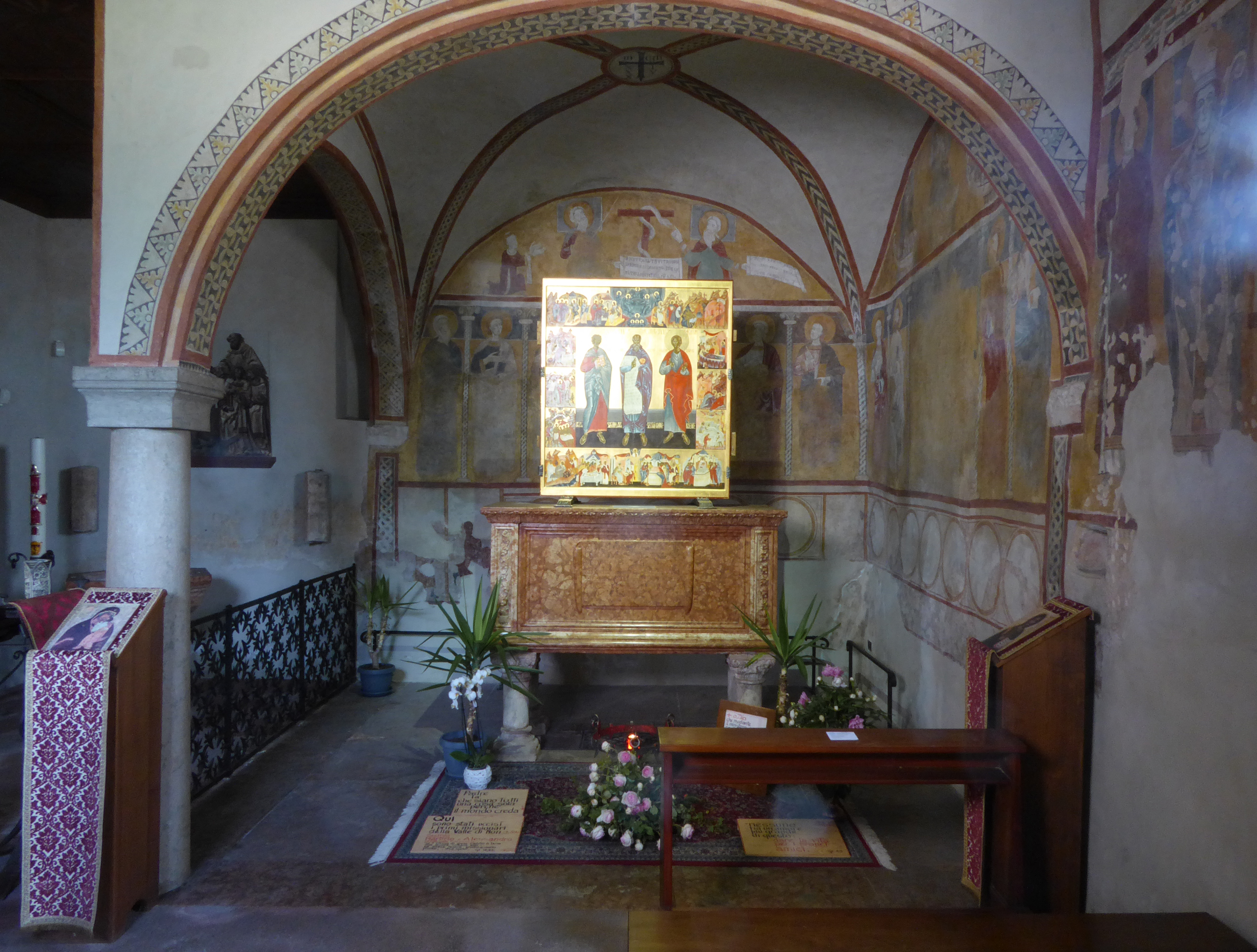
La cappella col sarcofago contenente le reliquie dei tre martiri

I Santi Martiri ai quali è dedicata la basilica (Sisinnio, Martirio e Alessandro) furono tre missionari, provenienti probabilmente dalla Cappadocia e inviati in Val di Non dal vescovo di Trento Vigilio, al fine di convertire al Cristianesimo la popolazione locale. Giunti in Anaunia costituirono una piccola comunità monastica dalla quale iniziarono la loro predicazione. La popolazione locale tuttavia, ancora molto legata ai riti pagani e alla credenza in divinità capaci di regolare la vita e soprattutto l'attività agricola, non accettà la predicazione dei tre missionari. Il 29 maggio 397 Sisinnio, Martirio e Alessandro vennero uccisi sul rogo durante una festa religiosa pagana volta a propiziare la fertilità dei campi ed il raccolto (Ambarvalia) nella località di Mecla (l'attuale Sanzeno).
Sul luogo del sacrificio fu eretta nel XIII secolo una chiesa di stampo romanico.
Il 25 maggio 1472 il principe vescovo Giovanni Hinderbach scoprì sotto l'altare dell'antica chiesa una cassa di legno contenente il terriccio e la cenere provenienti dal rogo dei Martiri ed avviò il progetto di una nuova chiesa, l'attuale basilica.
La costruzione iniziò nel 1480 partendo dai muri perimetrali della chiesa precedente e venne completata nel 1542 con il rivestimento in pietra della facciata.

## Architettura
La basilica di stampo romanico misura 46 m di lunghezza, 14,50 m di larghezza e 13,45 m di altezza.
Presenta tre navate con quattro colonne per parte, terminanti con capitelli dai motivi gotici uniti a elementi decorativi rinascimentali. L'intera struttura è realizzata in pietra chiara.

### L'esterno
Le tre navate interne si riflettono sulla facciata della basilica dividendola in tre campi, tra i quali quello centrale è ornato da un grande rosone opera dell'architetto Giacomo Mookadoha.
Nella lunetta sopra il portale sono raffigurati la Madonna e i tre Martiri e al di sopra del portale si possono notare gli stemmi dei vescovi Hinderbach e Frundsberg.
Le porte in bronzo, ad opera di Livio Conta, riportano la vicenda dei tre Martiri e risalgono al 1997. Nell'angolo di sud-est si trova il campanile, risalente all'antica chiesa in stile romanico con trifore ad arco.

### La Cappella dei Santi Martiri
La Cappella, risalente all'antica chiesa, si trova nella navata di destra ed è protetta da una cancellata in ferro battuto. Sulla parete di sinistra si può notare un affresco risalente al XII secolo, raffigurante i tre martiri attorniati da figure dell'Antico e del Nuovo Testamento e dai simboli dei mesi dell'anno. Al centro della cappella si trova l'arca in pietra rossa di Trento contenente i resti del rogo.
Oltre alle reliquie contenute nell'urna marmorea la basilica conserva anche un'altra urna con piccole costole donate alla Basilica di Sanzeno nel 1927 dalla basilica milanese di San Simpliciano.